# دریا و سم
دریا و سم (به ژاپنی: 海と毒薬)) یک رمان کوتاه ژاپنی محصول ۱۹۵۷ نوشته اندو شوساکو است.

## طرح
داستان در بیمارستان فوکوئوکا در مراحل پایانی جنگ جهانی دوم اتفاق می‌افتد، زمانی که ژاپن در اثر حملات هوایی دائمی روحیه خود را از دست می‌دهد. دکتر سوگورو کارورز در یک سری آزمایش‌های پزشکی که توسط جراح ارشد جاه‌طلب، تودا، طراحی شده بود، شرکت کرد که شامل زنده‌شکافی نظامیان اسیر شده هواپیماهای آمریکایی بود. به‌طور رسمی، هدف از آزمایش‌ها تعیین میزان برداشت بافت ریه قبل از مرگ بیمار است و اینکه چه مقدار سرم نرمال سالین و هوا را می‌توان قبل از وقوع مرگ به خون تزریق کرد، هر دو دانش بسیار مهمی در درمان سل هستند، بیماری‌ای که در حال حاضر کشور را ویران کرده‌است. با این حال، انگیزه واقعی این آزمایش‌های دلخراش از وحشیگری نظامی، رقابت بین روسای بخش‌های بیمارستان و فضای هیچ‌انگاری در برابر شکست نهایی و تسلیم ژاپن ناشی می‌شود.

## برداشت
این رمان در سال ۱۹۸۶ توسط کی کومای در فیلمی به همین نام دریا و سم (فیلم) اقتباس شد.